# Звёзды наук
Звёзды наук или Нуджум-Ул-Улум — рукопись, созданная в 1570 году во время правления султана Али Адил Шаха I в Биджапуре (Индия). Представляет собой сборник индуистских и мусульманских (суфизм) верований, в основном касающихся астрологии и магии.
Единственная копия этого текста была выполнена около ста лет спустя в том же Биджапуре и сейчас также хранится в библиотеке Честера Битти в Дублине (Ирландия).

## Описание

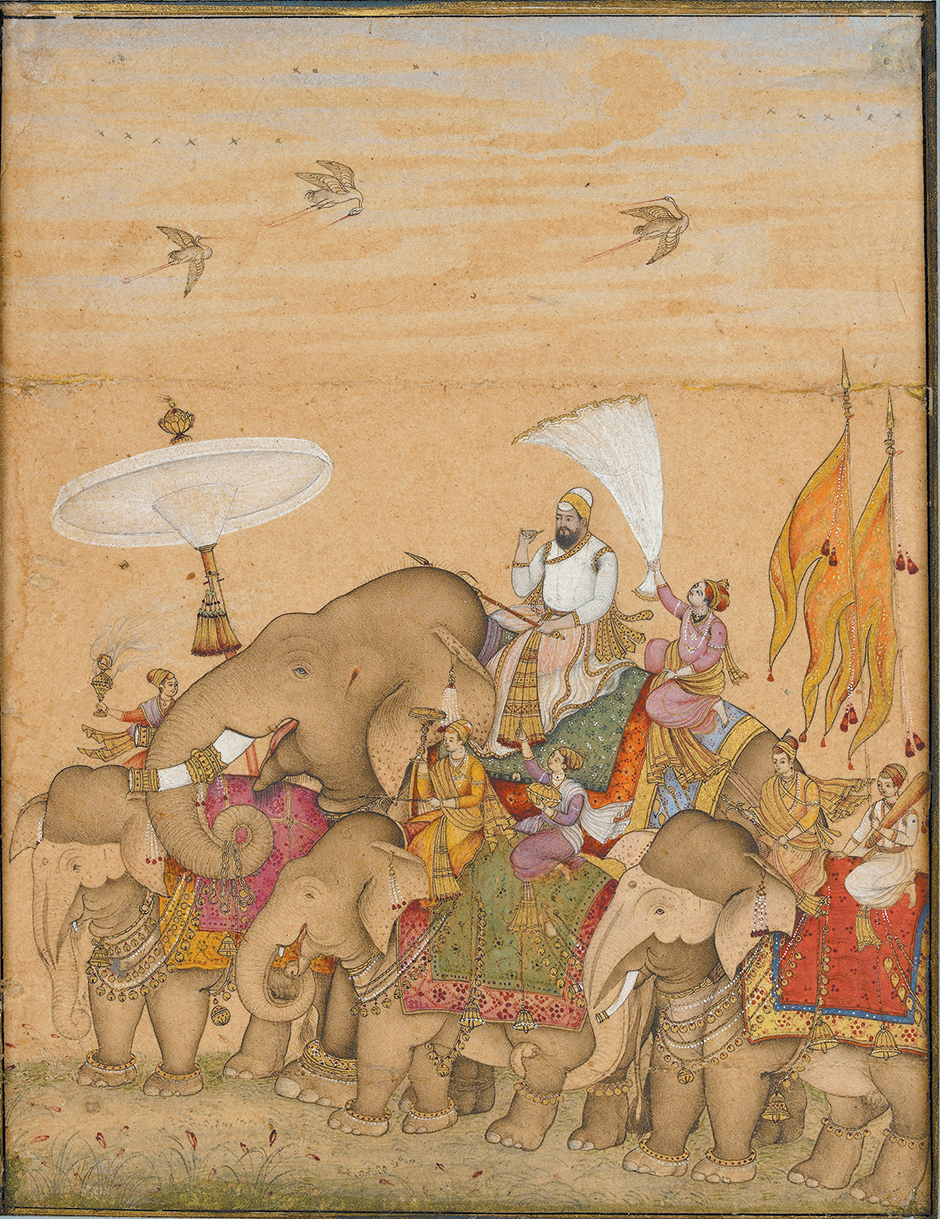
Султан Ибрагим II

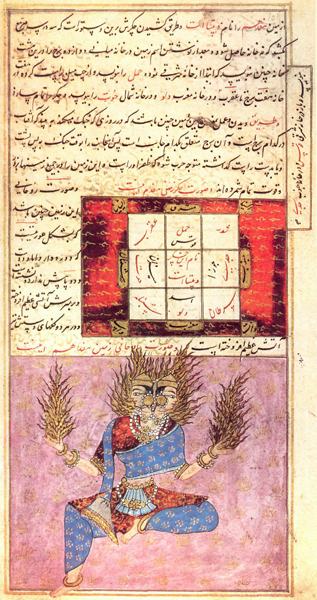
Страница из трактата

Рукопись была завершена 17 августа 1570 года в Биджапуре во время правления Али Адил Шаха I. Помпезный и величественный стиль написания дат и стиль живописи указывает на то, что либо работа была заказана самим биджапурским султаном, либо кем-то из его придворных. Такое предположение основывается на качестве и количестве миниатюр с изображением царя, широком использовании золота и количестве художников, работавших над рукописью — всеми факторами, могущими предполагать королевское покровительство. Текст написан неизвестным придворным писателем. Существует мнение (например, в статье Эммы Флатт), что автором сборника являлся сам Али Адил Шах I.
Размеры сборника 25.8 × 16 сантиметров. Рукопись содержит от 4 до более 800 рисунков и миниатюр, в зависимости от того, как считать иллюстрации. В сборнике представлены изображения созвездия Андромеды (представлена женщиной), Солнца в колеснице, созвездие знака зодиака Лев с наксатрасами («особняки Луны») и соответствующими степенями; Юпитер изображён как пожилой царь в процессии и правитель Вселенной, восседающий на семиэтажном троне. Кроме этого описаны суфийские талисманы, магические заклинания индуистских богинь, гороскопы, некоторые виды оружия и животных того региона.

## Проникновение в Европу
Европейцы узнали о существовании сборника в XVII веке вместе с путешествиями голландцев по Декану. Голландский странствующий художник-маньерист Корнелис Клаус Хеда, побывавший в Биджапуре при дворе Ибрагима Адил Шаха II (ок. 1571 — 1627; наследовал Али Адил Шаху I в 1580 году) так отозвался о нём в своих заметках:

Ибрагим Адил Шах II, который правил центральным индийским королевством Биджапур, был эрудированным ученым, лютнистом, поэтом, певцом, каллиграфом, мастером шахмат и эстетом. Во многих отношениях он был индийской версией герцога Федерико да Монтефельтро из Урбино и сопоставим с тосканскими поэта-принцами, которые наполнили свои дворцы мастерскими столетием ранее.

Правление султана Ибрагима способствовало развитию художественной деятельности, привлечению ко двору художников и поэтов Турции, Абиссинии и Средней Азии. Но голландский художник, безусловно, был самым экзотическим творцом, побывавшим при его дворе. Как только стало известно, что европейский художник пересек границу, Ибрагим вызвал его прямо в свою столицу.

Когда я пришел ко двору, Царь, как великий любитель нашего искусства [живопись], позволил мне пройти прямо к нему. Он спросил, какой я человек, и я описал ему все, что произошло со мной. Король сказал, что он давно желал живописца с нашей земли, и я был принят с большой честью, согласно обычаю земли Ибрагима.
Вероятно, этот культурный обмен и поспособствовал тому, что европейцы узнали о существовании данного трактата.